# Шутак Ілля Дмитрович
Шутак Ілля Дмитрович — український правознавець, доктор юридичних наук, професор кафедри теорії та історії держави і права Львівського державного університету МВС, професор кафедри теорії та історії держави і права Івано-Франківського університету права імені Короля Данила Галицького, Почесний професор Санкт-Петербурзького державного університету МВС Російської Федерації, дійсний член Академії енергетики України.

## Біографічні відомості
Народився 19 липня 1959 року в селі Велике (Вижницький район) Чернівецької області. З 1966 по 1974 рік навчався у Великівській восьмирічній школі. Закінчив Ленінградське вище політичне училище, Юридичний інститут МВС Російської Федерації. Проживає в Івано-Франківську.

## Наукова діяльність
У 1999 році Ілля Шутак став доктором юридичних наук Росії, в 2006 році — доктором юридичних наук в Україні. Відомий учений у галузі теорії та історії держави і права, філософії права, юридичної техніки та міжнародного права, член спеціалізованих учених рад Львівського державного університету внутрішніх справ за спеціальностями «Філософія права», «Кримінальне право і кримінологія», Івано-Франківського університету права імені Короля Данила Галицького за спеціальністю "Теорія та історія держави і права, «Філософія права», які визнані Міністерством освіти і науки України провідними спеціалізованими радами із присвоєння наукових ступенів кандидатів і докторів юридичних наук. Член експертної ради Вищої атестаційної комісії України з теорії та історії держави і права, філософії права.

## Науковий внесок
Ілля Шутак здійснив значний внесок у розвиток вищої правничої освіти, особливо в контексті створення передумов для розширення та інтеграції українського юридичного наукового простору. Він є автором понад 60-ти наукових праць, у тому числі семи навчальних посібників, рекомендованих МОН для студентів юридичних спеціальностей вищих навчальних закладів України та Росії, зокрема: «Теорія і практика застережень в праві: система понять» (термінологічний словник), «Правові застереження в доктрині міжнародного права», «Теорія держави і права» (навчально-методичний комплекс), «Управлінське консультування», «Правові основи міжнародної економічної діяльності», «Правове регулювання міжнародних економічних відносин».

## Наукові інновації
Доктор юридичних наук, професор І. Шутак наполегливо працює над формуванням першої в Україні наукової школи в галузі юридичної техніки та правових інновацій. Засновник фонду Шутака Іллі Дмитровича «Правові інновації» та громадської організації «Лабораторія академічних досліджень правового регулювання та юридичних технологій». Є безкомпромісним прихильником інтеграції України в Європейське Співтовариство.
Шутак Ілля Дмитрович[недоступне посилання з серпня 2019]
| Володимир Вернадський | Це незавершена стаття про українського науковця. Ви можете допомогти проєкту, виправивши або дописавши її. |